# Drača (biljni rod)
Drača (žestica, lat. Paliurus), manji biljni rod iz porodice pasjakovki. Sastoji se od pet vrsta listopadnih grmova i drveća od kojih je u Europi prisutna drača čarna (P. spina-christi), a ostale samo u području Azije: Kina, Vijetnam, Japan.
Ime roda dolazi možda od grčkog palin (opet) i ouron (mokraća), zbog upotrebe biljke u narodnoj medicini na poticanje mokrenja.

## Vrste
1. Paliurus hemsleyanus Rehd. ex Schirarend & Olabi, Kina (Anhui, Chongqing, Gansu, Guangdong, Guangxi, Guizhou, Henan, Hubei, Hunan, Jiangsu, Jiangxi, Shaanxi, Sichuan, Yunnan, Zhejiang)
2. Paliurus hirsutus Hemsl., Kina (Anhui, Fujian, Guangdong, Guangxi, Hubei, Hunan, Jiangsu), Vijetnam
3. Paliurus orientalis, Kina (Yunnan, sw Sichuan)
4. Paliurus ramosissimus (Lour.) Poir.  Kina (Anhui, Fujian, Guangdong, Guangxi, Guizhou, Hubei, Hunan, Jiangsu, Jiangxi, Sichuan, Yunnan, Zhejiang), Tajvan, Južna Koreja (Cheju Isl.), Vijetnam, Japan (Honshu, Shikoku, Kyushu), otoci Ryukyu.
5. Paliurus spina-christi Miller, države južne Europe i dijelovi Azije, a uvezena je u mnoge države: Alžir, Tunis, Libija, Nepal, Fidži, Kina, Teksas i Baleare.